# Silogismo disjuntivo
O silogismo disjuntivo, também conhecido historicamente como modus tollendo ponens, é uma forma de argumento simples, classifica-se válido, do tipo:
P ou Q
Não P
Logo, Q
Um exemplo cotidiano:
Ele tem mais que 16 anos ou ele é criança.
Ele não tem mais que 16 anos.
Logo, ele é criança
Na notação logica:
{\displaystyle P\vee Q}, {\displaystyle \neg P} {\displaystyle \vdash Q}
onde {\displaystyle \vdash } representa a relação de consequência lógica.
A razão para este argumento anterior ser chamado de "silogismo disjuntivo" é: primeiro, é um silogismo de um argumento com três passos e, finalmente, por conter uma disjunção.

## Disjunção inclusiva Vs Disjunção exclusiva
Existem dois tipos de disjunção logica : a inclusiva e a exclusiva.
- Inclusiva: significa que pelo menos uma das sentenças tem que ser verdadeira ou as duas têm que ser verdadeiras.

Por exemplo:
Comerei algo hoje ou passarei fome.
Não comerei algo hoje.
Logo, passarei fome.
- Exclusiva: significa que uma das sentenças tem que ser verdadeira e a outra tem que ser falsa, ou seja, ambas as sentenças não podem ser verdadeiras ou falsas.

Por exemplo:
Comerei algo hoje ou passarei fome.
Comerei algo hoje.
Logo, não passarei fome.

## Relação regra da eliminação dos literais complementares e o Silogismo disjuntivo
A regra de resolução é aplicada a todos os possíveis pares de cláusulas que contém literais (Lógica) complementares. Após cada aplicação da regra de resolução, a cláusula resultante é simplificada removendo-se os literais repetidos. Se a cláusula contém literais complementares, ele é descartada (como tautologia), esse descarte é  possível pela utilização da regra da eliminação dos literais complementares, que é uma generalização do  silogismo disjuntivo  
Um exemplo simples dessa relação acima e: 
Seja {\displaystyle C} um conjunto de cláusulas, seja {\displaystyle C'} um conjunto de cláusulas diferente de {\displaystyle C} e "," uma representação da disjunção V (Saiba mais em "Ver também").
Aplica-se então a regra de inferência (Generalização do Silogismo Disjuntivo):
- {\displaystyle {\frac {\{C,p\}\quad \{C',\neg p\}}{\{C,C'\}}}}

## Formas de argumento relacionadas
Diferente de modus ponendo ponens e modus ponendo tollens, com os quais não deve ser confundido, silogismo disjuntivo muitas vezes não é feito através de regras ou axiomas de sistemas lógicos, já que os argumentos acima podem ser provados através da combinação das regras de redução ao absurdo e eliminação da disjunção.